# برايان كينيدي
برايان كينيدي (بالإنجليزية: Brian Kennedy)‏ (و. 1961 – م) هو، من أستراليا، ولد في دبلن.

## مناصب
تولى منصب Director of the National Gallery of Australia (8 سبتمبر 1997–31 أغسطس 2004).

## التعليم
تعلم في جامعة كلية دبلن، وClonkeen College ‏.

## مناصب وهيئات
أدار المفوضية الأوروبية، ومكتبة تشستر بيتي.

## جوائز
حصل على جوائز منها:
- ميدالية الذكرى المئوية.